# Tifus
Tifus je nalezljiva črevesna bolezen, katere povzročitelj so bakterije iz rodu salmonel ali rikecij. 

## Trebušni tifus
Trebušni tifus povzroča Salmonella typhi, ki se prenaša iz človeka na človeka z uživanjem okužene vode ali hrane ter s telesnim stikom (umazane roke). Je bolezen, ki se pojavlja po vsem svetu. Bakterije prehajajo skozi stene črevesja s pomočjo makrofagov, ki fagocitirajo bakterije.

## Mišji tifus
Mišji tifus ali mišjo pegavico prenašajo bolhe (Xenopsylla cheopis), zlasti s podgan. Bolezen velikokrat ostane neprepoznana in jo zamenjajo za katero virusno bolezen. Povzročiteljica je Rickettsia typhi

## Pegasti tifus
Pegasti tifus ali pegavica je vrsta tifusa, ki jo povzroča bakterija Rickettsia prowazekii, prenaša pa jo bela uš (Pediculus humanus corporis).